# Micro (Batterie)

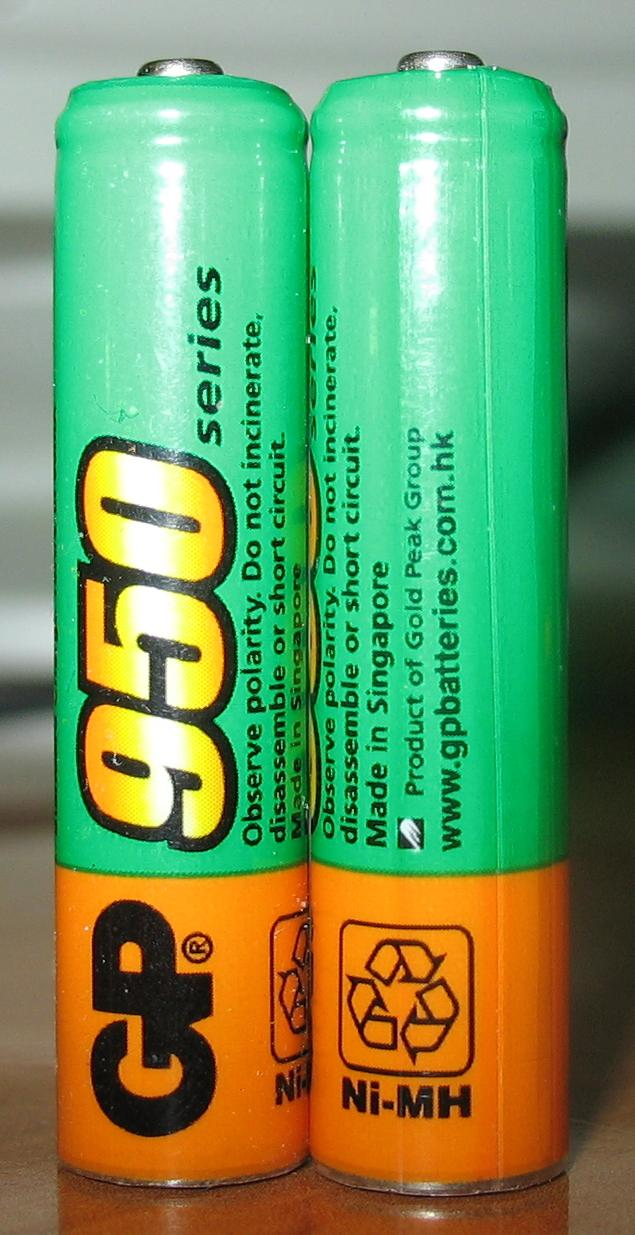
Micro-Akkus

Micro, Microzelle, AAA, AAA-Zelle oder IEC-Baugröße R03 (nicht zu verwechseln mit Größe R6) sind gängige Bezeichnungen für eine genormte, weit verbreitete Baugröße von Batterien. Erfunden wurden sie von Samuel Ruben und Philip Rogers Mallory und 1964 unter der Marke Duracell eingeführt. Allerdings schreibt die Firma EVEREADY auf ihrer Webseite, dass sie diesen Batterytyp bereits 1911 erfunden habe.
Es handelt sich um zylindrische Rundzellen mit einem Durchmesser von 9,5 bis 10,5 mm und einer Höhe von 43,3 bis 44,5 mm (in der Norm IEC 60086-1 sind nur die beiden Maximalwerte genannt). Daraus ergibt sich ein Volumen von etwa 3,5 bis 3,8 cm³. Trotz identischen Aufbaus sollten sie nicht mit den größeren Mignon bzw. AA-Zellen verwechselt werden. Microzellen werden mit verschiedenen elektrochemischen Systemen hergestellt, die sich in Nennspannung, Kapazität, Belastbarkeit und Aufbau deutlich unterscheiden können. Je nach System werden weitere, oft herstellerspezifische Bezeichnungen für nichtwiederaufladbare und wiederaufladbare Microzellen verwendet. Die gängigsten Modelle unterscheiden sich in Ausdauer und Leistung.
Microzellen werden vorwiegend in kleinen, oft tragbaren, elektrischen und elektronischen Geräten verwendet. Beispiele sind Schnurlostelefone, Handsprechfunkgeräte, Pager, Digitalkameras, PDAs, MP3-Player, Computermäuse, Spielzeuge, Taschenlampen, Laserpointer, Taschenrechner, Uhren und Fernbedienungen.

## Typenübersicht
| Elektrochemisches System                         | Nennspannung in (V)                              | IEC                                              | ANSI                                             | Sonstige Bezeichnung                                                    | typ. Kapazität in (mAh)                          | typ. Energie in (Wh)                             |
| Nichtwiederaufladbare Microzellen (Primärzellen) | Nichtwiederaufladbare Microzellen (Primärzellen) | Nichtwiederaufladbare Microzellen (Primärzellen) | Nichtwiederaufladbare Microzellen (Primärzellen) | Nichtwiederaufladbare Microzellen (Primärzellen)                        | Nichtwiederaufladbare Microzellen (Primärzellen) | Nichtwiederaufladbare Microzellen (Primärzellen) |
| ------------------------------------------------ | ------------------------------------------------ | ------------------------------------------------ | ------------------------------------------------ | ----------------------------------------------------------------------- | ------------------------------------------------ | ------------------------------------------------ |
| Alkali-Mangan                                    | 1,5                                              | LR03                                             | 24A, 24AC                                        | AM4, AM-4, MN2400, MX2400, E92, X92, EN92, 4003, 4103, 4203, 4703, 4903 | 1200                                             | 1,8                                              |
| Zink-Kohle                                       | 1,5                                              | 0R03                                             | 24D, 24F                                         | UM4, UM-4, 1212, 3003, 3703                                             | 0500                                             | 0,75                                             |
| Lithium-Eisensulfid                              | 1,5                                              | FR03                                             | 24LF                                             | L92                                                                     | 1200                                             | 1,8                                              |
| Nickel-Oxyhydroxid                               | 1,7                                              | ZR03                                             | –                                                | NX2400                                                                  |                                                  |                                                  |
| Wiederaufladbare Microzellen (Sekundärzellen)    |                                                  |                                                  |                                                  |                                                                         |                                                  |                                                  |
| LSD-Nickel-Metallhydrid                          | 1,2                                              | HR03                                             | 1.2H1                                            |                                                                         | 0750                                             | 0,9                                              |
| Nickel-Metallhydrid                              | 1,2                                              | HR03                                             | 1.2H1                                            | 5303, 5603, 5703                                                        | 1000                                             | 1,2                                              |
| Nickel-Cadmium                                   | 1,2                                              | KR03                                             | 1.2K1                                            | CH12, 5003                                                              | 0500                                             | 0,6                                              |
| Nickel-Zink                                      | 1,6                                              |                                                  |                                                  |                                                                         | 0550                                             | 0,9                                              |
| Lithium-Ionen                                    | 3,7                                              |                                                  |                                                  | 10440                                                                   | 0450                                             | 1,7                                              |